# Christuskirche (St. Gallen)

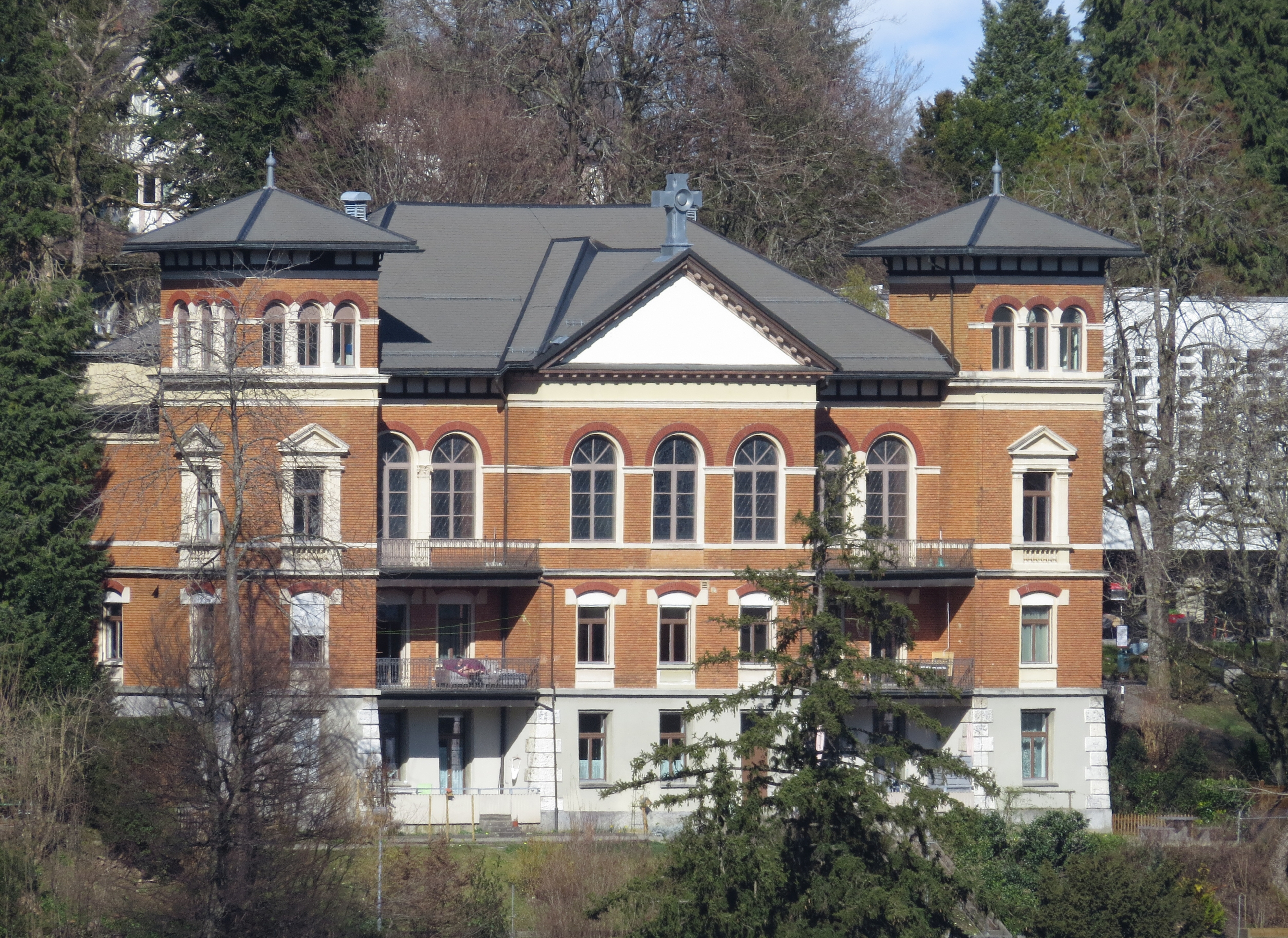
Christuskirche St. Gallen

Die Christuskirche St. Gallen ist die Kirche der christkatholischen Kirchgemeinde St. Gallen. Sie wurde 1889 vom Südtiroler Architekten Pietro Delugan als „Concerthaus auf dem Rosenberg“ gebaut und ist ein Backsteinbau im florentinischen Villenstil. 1895 ging sie in den Besitz der christkatholischen Kirchgemeinde über, der sie seither als Gottesdienstraum, Gemeindezentrum und Pfarrhaus dient. Bis 1895 hatte die Kirchgemeinde Gastrecht in der evangelisch-reformierten Kirche St. Mangen genossen.
Pfarrer an der Christuskirche:
- Karl Weiss (1896–1905)
- Wilhelm Heim (1905–1950)
- Johannes Feldmeier (1951–1970)
- Peter Hohler (1970–1998)
- Adrian Suter (1998–2006)
- Lars Simpson (2007–2010)
- Daniel Konrad (2010–2022)
- Peter Grüter (seit 2022)

Von 2005 bis 2010 fanden wieder vierteljährlich „Concerte auf dem Rosenberg“ statt, die von der christkatholischen Kirchgemeinde St. Gallen organisiert wurden.